# Bocht van Gdańsk
De Bocht van Gdańsk (Pools: Zatoka Gdańska; Duits: Danziger Bucht; Kasjoebisch: Gduńskô Hôwinga) is de baai ten noorden van Gdańsk waar onder meer de Wisła en haar zijtakken uitmonden. De baai ligt in het zuidoosten van de Oostzee en wordt daarvan gescheiden door het schiereiland Hel.
Ook het Wislahaf wordt ertoe gerekend: dit haf ligt zuidoostelijk van de rest van de Bocht van Gdansk en wordt ervan gescheiden door de Wislaschoorwal.
De Bocht van Gdańsk dankt zijn naam aan de historische stad Gdańsk, die aan de zuidwestkant ligt. Ten noorden ervan bevindt zich de zeehaven Gdynia.